# Wereldkampioenschappen wielrennen 1926
Het wereldkampioenschap wielrennen op de weg van 1926 vond plaats op donderdag 29 juli. De start was in Milaan en de aankomst lag in het plaatsje Leini bij Turijn. De afstand was 183 kilometer. Er deden 44 amateurs uit dertien landen aan deel. De wedstrijd werd beheerst door de Franse ploeg. Octave Dayen werd wereldkampioen. Twaalf renners spurtten om de overwinning. Tweede was een andere Fransman, Merviel; de Italiaan Polano werd derde.  Frankrijk won ook het landenklassement.

## Uitslag[1]
| Plaats | Renner         | Land        | Tijd         |
| ------ | -------------- | ----------- | ------------ |
| 1      | Octave Dayen   | Frankrijk   | 6 u. 15 min. |
| 2      | Jules Merviel  | Frankrijk   | zelfde tijd  |
| 3      | Piero Polano   | Italië      | z.t.         |
| 4      | Karl Bohrer    | Zwitserland | z.t.         |
| 5      | Allegro Grandi | Italië      | z.t.         |
| 6      | René Brossy    | Frankrijk   | z.t.         |
| 7      | Hans Hang      | Nederland   | z.t.         |
| 8      | Otto Gugau     | Duitsland   | z.t.         |
| 9      | Giovanni Balla | Italië      | z.t.         |
| 10     | Max Gunther    | Duitsland   | z.t.         |